# Torrey, Utah
Torrey är en kommun (town) i Wayne County i Utah. Vid 2010 års folkräkning hade Torrey 182 invånare.